# گانتیادی (ازورگتی)
گانتیادی (گرجی: განთიადი) یک روستا در شهرداری ازورگتی ناحیه گوریا در غرب گرجستان است.